# Simple Faith
Simple Faith è un cortometraggio muto del 1914. Il nome del regista non viene riportato nei credit del film. Basato su un soggetto di Jack Byrne, aveva come interpreti Walter Miller, Irene Wallace, Charles Hutchison.

## Trama
Rivale alla mano di Irene, la figlia di Amos Hartley, decano dei pescatori, Albert Simpson ascolta una conversazione tra la ragazza e il padre, dove Amos accetta di prendere come genero il giovane Henry Smith, a patto che questi dimostri di poter mantenere la famiglia con il suo lavoro. Allora Arthur, per boicottarlo, quella stessa notte gli taglia le reti. Quando torna dalla pesca, Henry mostra scoraggiato a Irene e ad Amos le reti danneggiate che gli hanno impedito di pescare. Amos, rimasto senza aiutante, lo prende a bordo della sua barca. Ma Albert sabota la barca sperando, che in mare aperto, affondi.

I due pescatori, infatti, non ritornano. Irene chiede allora ad Albert di aiutarla ad andare a cercare i due che, in realtà, si sono salvati dal naufragio trovando rifugio su una roccia. Albert, che comincia a pentirsi, la accompagna nella ricerca. Trovano i due pescatori ancora vivi e Albert viene ringraziato per il suo aiuto. Completamente pentito, il giovane, dopo averli salvato, li saluta e parte per ricominciare una nuova vita.

## Produzione
Il film fu prodotto dalla Victor Film Company.

## Distribuzione
Distribuito dalla Universal Film Manufacturing Company, il film - un cortometraggio in una bobina - uscì nelle sale statunitensi il 10 agosto 1914.